# Vaasan Palloseura
Vaasan Palloseura é uma equipe finlandesa de futebol fundada em 1924 com sede em Vaasa. Disputa a primeira divisão da Finlândia (Campeonato Finlandês de Futebol).
Seus jogos são mandados no Hietalahti Stadium, que possui capacidade para 4.600 espectadores.

## Títulos
| Competição | Competição           | Títulos | Anos        |
| ---------- | -------------------- | ------- | ----------- |
| Finlândia  | Campeonato Finlandês | 2       | 1945 e 1948 |
| Finlândia  | Copa da Finlândia    | 2       | 1999 e 2000 |